# メエルシュトレエムに呑まれて
「メエルシュトレエムに呑まれて」（メエルシュトレエムにのまれて、A Descent into the Maelström）は、1841年に発表されたエドガー・アラン・ポーの短編小説。巨大な渦巻「メエルシュトレエム」に呑み込まれた漁師の脱出譚である。
日本では、翻訳者・書籍によって『大渦に呑まれて』、『大渦の底へ』、『メールシュトレームに呑まれて』その他幾つかの題名が用いられている。

## あらすじ
語り手は「年老いた」漁師に先導されて、ノルウェー海岸の近くにあるロフォーデン州の山ヘルゲッセンの頂上に着く。そこは断崖絶壁になっており、眺望が開けて海と島々の様子が見渡せる。海は荒れ狂っており、一旦静まったかと思うと海流が変化し、突然巨大な渦巻きが現れた。どんな巨船も逃れられないであろう猛烈な大渦。これが「メエルシュトレエム」であった。漁師は、自分は老人のように見えるが本当は若く、ある恐ろしい出来事が自分をほんの1日足らずでこのような姿に変えてしまったと明かし、語り手に大渦を目の当たりにさせながら、3年前に自身に起こった出来事を語り始める。
彼は二人の兄弟とともに漁船を出し、渦の起こる近くで漁をしていた。他の漁師たちは大渦巻きを恐れて近寄らないが、そこはいつでもたくさんの水揚げがあった。普段はちゃんと時間を見ながら、潮が緩んで大渦が発生していない時に引き上げるのだが、しかしその日は運悪く、長い海上生活の経験でも予測できなかった嵐に遭遇してしまう。弟はマストごと海の中に吹き飛ばされて消え、彼と兄が乗った船は暴風によって急速に渦の方へ押しやられてしまう。時間を計っておいた漁師は、じきにメエルシュトレエムの活動が終わる頃になるに違いない、と希望を抱いていたのだが、それも空しかった。彼の時計は止まっており、もうすぐ終わるどころか、メエルシュトレエムが荒れ狂っている真っ最中であったのだ。
船は大渦に捉えられ、回転運動をしながら次第に渦の中心に近づいていき、漁師は観念して渦の様子を見守る。渦の漏斗には船の破片など様々なものが飲み込まれて行っている。その様子を観察しているうちに、彼はやがて、体積の大きいもの、球状のものは早く渦の中心に落下して行くのに対して、円柱状のものは飲み込まれるのに時間がかかっていることに気付く。兄にそれを伝えて共に脱出しようとするが、恐怖で錯乱した兄は言う事を聞かなかった。彼は覚悟を決め、一か八かで円筒状の樽に自分の体を縛り付けて海に飛び込んでいく。船がそのあとすぐに渦の中心に飲み込まれてしまったのに対し、円筒状の樽は飲み込まれずに留まり、渦が消滅するまで持ちこたえることができた。「恐ろしさに髪は真っ白になり、まるで老人のように変わってしまって、助けてくれた漁師たちは誰も私だとわからなかった。あなた（語り手）もロフォーデンの漁師仲間と同じで、こんな事はとても信じられないでしょう」と最後に漁師は締めくくる。
作品内にはサルトスラウメンのメエルシュトレエムについて書いたノルウェーの歴史家ヨナス・ラムスへの言及がある。また冒頭のエピグラムにジョセフ・グランヴィルのエッセイ『Against Confidence in Philosophy and Matters of Speculation』（1676年）からの引用が取られているが、ポーはかなり言い回しを変えている。

## 解題
本作は、ポーの作品の中では「推理能力を中心に展開する物語（tales of ratiocination）」に分類され、初期のサイエンス・フィクション（SF）とも見なされている。『グレアムズ・マガジン』の1841年5月号が初出。1845年に短編集『物語集』に収録された。
「モスケンの大渦巻き」とも言われるメエルシュトレエムに触発された作品であり、船の難破から生還した漁師の語る話、という作品構成はサミュエル・テイラー・コールリッジの『老水夫行』（The Rime of the Ancient Mariner、1798年）を思わせる。ポーの他の冒険作品『アーサー・ゴードン・ピムの冒険』や『ユリウス・ロドマンの日記』と同じく、「メエルシュトレエムに呑まれて」の内容は読者から事実に基づいて書いたものと思い込まれ、作品内の一文が事実に基づく描写としてブリタニカ百科事典の第9版に引用された。皮肉なことに、この一文はそもそもポーが同じブリタニカ百科事典の以前の版から剽窃したものであった。なおポーは掲載に間に合わせるために完成を急ぎ、そのために結末部分が不完全になったと後に述べている。
発表直後の4月28日付け『デイリー・クロニクル』では、「エドガー・A・ポー氏の「メエルシュトルーム（Maelstroom、原文ママ）に呑まれて」は、より大きくより広大な範囲をものしうる彼の才能には見合わない筆業だ」と評されている。他方『イヴニング・スター』紙は、「興味深さの点で、彼が最近ものした傑作「モルグ街の殺人」に匹敵する」と評した。
フランスでは最初に「モルグ街の殺人」が（ポーに無断で）翻訳されたのち、フランスの読者はポーの他の作品を求め、結果「メエルシュトレエムに呑まれて」がそのうちで最も早く翻訳された。
フランスの作家でSFの開祖の一人とされるジュール・ヴェルヌの作品『海底二万里』には、最終部分でノーティラス号がノルウェー沖の「マエルストローム（Maëlström）」に飲み込まれる描写があり、ポーの影響が見られる。

## 翻案
- 1986年にアカデミー賞候補者のアメリカ人作曲家フィリップ・グラスがこの作品に触発された曲を作っている。これはオーストリアン・ダンス・シアターに委託されたものである。
- イギリスのSF作家アーサー・C・クラークは、本作の舞台を宇宙に移し変えた短編ハードSF『メールシュトレムⅡ』 ("Maelstrom II") を1962年に発表し、その作品中の主人公に、本編の漁師の機転を流体力学の見事な応用と称賛させている。
- 日本のSF漫画家星野之宣は、2001夜物語第4夜で同じく舞台を宇宙に移し変えた『大渦巻III』を1984年に発表している。